# Csigere-patak
A Csigere-patak a Bakonyban ered, Veszprém vármegyében, mintegy 270 méteres tengerszint feletti magasságban. A patak forrásától kezdve déli-délnyugati irányban halad, majd Devecsernél eléri a Torna-patakot.
A Csigere-patak vízgazdálkodási szempontból a Marcal Vízgyűjtő-tervezési alegység működési területét képezi.
A patak útja során elhalad a Bakonygyepesi Zergebogláros Természetvédelmi Terület mellett.

## Part menti települések
- Magyarpolány
- Ajkarendek
- Bakonygyepes
- Devecser